# Der Dunkle Turm
Der Dunkle Turm (The Dark Tower) ist eine achtbändige, düstere Fantasy-Saga des US-amerikanischen Schriftstellers Stephen King. King selbst bezeichnet die Reihe um den Dunklen Turm als sein wichtigstes Werk. Die Werke sind auch als der Dunkle-Turm-Zyklus bekannt.

## Werke in chronologischer Reihenfolge
Der-Dunkle-Turm-Zyklus erzählt die Geschichte des Revolvermannes Roland Deschain von Gilead in acht aufeinander aufbauenden Romanen und einer Kurzgeschichte, die einen Teil der Vorgeschichte erzählt.
Die Handlung der jeweiligen Romane wird in den Einzelartikeln beschrieben.
| Band | Titel     | Datum | ISBN               | engl. Titel                  | Datum     | ISBN                   |
| ---- | --------- | ----- | ------------------ | ---------------------------- | --------- | ---------------------- |
| 1    | Schwarz   | 1982  | ISBN 3-453-12384-0 | The Gunslinger               | Juni 1982 | ISBN 978-0-937986-50-9 |
| 2    | Drei      | 1987  | ISBN 3-453-12385-9 | The Drawing of the Three     | Mai 1987  | ISBN 978-0-937986-90-5 |
| 3    | Tot       | 1991  | ISBN 3-453-09644-4 | The Waste Lands              | Aug. 1991 | ISBN 978-0-937986-17-2 |
| 4    | Glas      | 1997  | ISBN 3-453-87559-1 | Wizard and Glass             | Nov. 1997 | ISBN 978-1-880418-38-3 |
| 4,5  | Wind      | 2012  | ISBN 3-453-26794-X | The Wind Through the Keyhole | Feb. 2012 | ISBN 1-880418-76-2     |
| 5    | Wolfsmond | 2003  | ISBN 3-453-53023-3 | The Wolves of the Calla      | Nov. 2003 | ISBN 978-1-880418-56-7 |
| 6    | Susannah  | 2004  | ISBN 3-453-87928-7 | Song of Susannah             | Juni 2004 | ISBN 978-1-880418-59-8 |
| 7    | Der Turm  | 2004  | ISBN 3-453-00096-X | The Dark Tower               | Sep. 2004 | ISBN 978-1-880418-62-8 |

## Die Geschichte des Dunkler-Turm-Zyklus
„Der Mann in Schwarz floh durch die Wüste, und der Revolvermann folgte ihm.“ Mit diesem Satz beginnt der erste Band der Reihe. Der Autor hat diesen Satz einmal als einen der besten bezeichnet, die sein künstlerisches Schaffen je hervorgebracht hat. Zur Vollendung des Dunkler-Turm-Zyklus hat der Schriftsteller nach eigenen Angaben fast 30 Jahre benötigt. Der Dunkle-Turm-Zyklus ist in insgesamt acht Bände aufgeteilt. Die Handlung strickt King allerdings, teilweise in fragmentarischer Form, in anderen Romanen und Kurzgeschichten weiter.
Stephen Kings Zyklus um den Dunklen Turm ist eine epische Fantasysaga mit Western-, Horror- und Sci-Fi-Elementen, die von der Reise des Revolvermannes Roland Deschain auf dem Pfad des Balkens zum Dunklen Turm handelt. Rolands Mission ist es, den Turm, der das Zentrum des Multiversums darstellt, aus der Hand des Scharlachroten Königs zu befreien. Unter dessen Herrschaft befindet sich Rolands Heimat Mittwelt in einem zunehmenden postapokalyptischen Zerfall, was im geflügelten Wort ihrer Bewohner, wonach sich „die Welt weiterbewegt“ habe, zum Ausdruck kommt. Rolands Mittwelt ist eine der unseren in vielerlei Hinsicht ähnliche, halb mittelalterliche, halb westernartige Parallelwelt, wo Wissenschaft und Zauberei gleichberechtigt nebeneinander existieren (oder es zumindest bis zum Auftauchen des Scharlachroten Königs taten).
Auf dieser Reise begegnet Roland seinem Ka-Tet, seinen Schicksalsgefährten aus unserer Welt, deren Anführer er wird: Jake Chambers, ein kleiner Junge aus dem Jahre 1977, Eddie Dean, ein abhängiger New Yorker Drogenkurier aus den 1980er Jahren, und Odetta Holmes/Detta Walker/Susannah Dean, eine im Rollstuhl sitzende Schwarze mit Persönlichkeitsspaltung aus den mittleren 60er Jahren. Als fünftes Mitglied ihres Ka-Tets gesellt sich der Billy-Bumbler Oy zu ihnen, eine in Mittwelt häufige Mischung aus Hund, Dachs und Waschbär.
Gemeinsam müssen sie das Multiversum retten, dem unter der Herrschaft des Scharlachroten Königs der Zerfall und Untergang droht. Im Laufe der Handlung stellt sich das Multiversum als Zusammenfassung des gesamten literarischen Schaffens des Autors Stephen King heraus, der auch als eigene Figur im Rahmen der Handlung auftaucht.

### Schwarz
Der erste Roman Schwarz wurde zunächst im amerikanischen (The) Magazine of Fantasy & Science Fiction (F&SF) als Fortsetzungsroman veröffentlicht. Die einzelnen Kapitel erschienen jeweils im Oktober 1978, April 1980, Februar 1981, Juli 1981 und November 1981. Jahre später brachte King zwei weitere Romane als Fortsetzungsgeschichten heraus, nämlich The Green Mile und einen unvollendeten Internetroman mit dem Titel The Plant.
| Kapitel | Erstveröffentlichung | Engl. Originaltitel             | Deutscher Titel                          |
| ------- | -------------------- | ------------------------------- | ---------------------------------------- |
| 1       | Oktober 1978         | The Gunslinger                  | Der Revolvermann                         |
| 2       | April 1980           | The Way Station                 | Die Zwischenstation a)                   |
| 3       | Februar 1981         | The Oracle and the Mountains    | Das Orakel und die Berge                 |
| 4       | Juli 1981            | The Slow Mutants                | Die langsamen Mutanten                   |
| 5       | November 1981        | The Gunslinger and the Dark Man | Der Revolvermann und der Mann in Schwarz |

Die Erstveröffentlichung in einem einzigen Band erfolgte 1982 beim Kleinverleger Donald M. Grant unter dem Originaltitel The Dark Tower: The Gunslinger. Die erste Auflage bestand aus 10.000 Exemplaren, sowie einer 500 Exemplare umfassenden, nummerierten und signierten Sonderausgabe, die heute zu den wertvollsten Sammlerobjekten unter Stephen-King-Fans zählt.
Stephen King selbst wollte im Jahre 1982 noch keine höhere Auflage veröffentlichen, zweifelte er doch selbst noch an der Vollendung des epischen Werkes um den dunklen Turm. Erst 1988 erschien die zweite Auflage von Schwarz beim New Yorker Taschenbuchverlag New American Library (NAL) in hoher Auflage. Ein Jahr später folgte der zweite Band Drei.
Die deutsche Übersetzung des Romans erschien erst 1988 und erhielt den Titel Schwarz, auch weil der Titel The Gunslinger sich schlecht ins Deutsche übersetzen lässt.

### Drei
King schreibt im Vorwort zu Robin Furths Das Tor zu Stephen Kings Dunklem Turm I-IV, dass die Verwirklichung des zweiten Bandes an ein Wunder grenzte. Etwa vierzig handschriftliche Seiten des Manuskripts gingen verloren. Der Rest des Manuskripts war stark beschädigt, als Kings Frau Tabitha es aus dem Papierkorb rettete. Dennoch machte er sich mit den verbliebenen Seiten daran, den zweiten Band schriftstellerisch umzusetzen. Arbeitstitel war zunächst Roland draws Three (zu Deutsch: Roland zieht Drei).
Teil 2 erschien 1987, ebenfalls in einer Auflage von 10.000 Exemplaren und einer limitierten, signierten Auflage von 850 Stück. Der zweite Band trug den Titel The Dark Tower II: The Drawing of the Three (Deutsch: Das Ziehen der Drei). Der deutsche Titel des Romans lautet schlicht Drei. Verleger war wieder Donald M. Grant.
Übersetzungen der ersten beiden Romane Schwarz und Drei waren zuerst nicht vorgesehen, schließlich waren bereits die amerikanischen Erstausgaben limitiert. Das änderte sich erst mit der Veröffentlichung der Taschenbücher durch NAL. Der Heyne Verlag veröffentlichte die Übersetzungen von Joachim Körber in den Jahren 1988 bzw. 1989.

### Tot
Der dritte Band The Dark Tower III: The Waste Lands (deutscher Titel: Tot.) wurde im Jahre 1991 erneut im Verlag Grant veröffentlicht. Gleichzeitig erschien er als Taschenbuchausgabe bei NAL. Das war nicht zuletzt auf die ständig wachsende Fangemeinde des Dunklen Turms und die Bekanntheit des Verfassers zurückzuführen. Die deutsche Übersetzung Tot. von Joachim Körber gab der Heyne-Verlag ein Jahr später heraus.
Der englische Titel The Dark Tower III: The Waste Lands ist als Anspielung auf T. S. Eliots The Waste Land (Das wüste Land) zu verstehen. Im deutschen Titel geht diese Anspielung verloren (wie bspw. auch bei Friedhof der Kuscheltiere).
Das Ende des dritten Bandes sorgte erstmals für Kritik innerhalb der Fangemeinde. Die ersten beiden Romane bildeten in sich abgeschlossene Erzählungen, doch Tot. endet abrupt mitten in einem Rätselwettstreit, dessen Ausgang mehr als ungewiss erscheint, mit einem Cliffhanger. Viele warfen ihm daraufhin vor, den Leser so künstlich zum Kauf des nächsten Bandes zu animieren. King ist diesen Vorwürfen stets mit dem Einwand entgegengetreten, dass er dem Leser bereits im Nachwort des ersten Bandes erklärt habe, dass die Geschichte erst nach etwa 3.000 Seiten vollendet sein werde.

### Glas
Zum Ärger der Fans ließ sich King mit der Weiterführung des Zyklus viel Zeit. Immer schwieriger gestaltete sich der Einstieg in die komplexe Welt um den Revolvermann Roland Deschain. Für die Arbeiten an den (noch) folgenden Bänden musste King immer wieder intensiv recherchieren. Das hatte er schon im Nachwort zum dritten Band angedeutet.
Erst im Jahre 1997 veröffentlichten Grant und NAL den vierten Band mit dem Originaltitel: The Dark Tower IV: Wizard and Glass (zu deutsch etwa: Zauberer und Glas). Noch im selben Jahr veröffentlichte Heyne Joachim Körbers deutsche Übersetzung unter dem Titel Glas. Wie die ersten beiden Bände erzählt der Roman eine zumindest in sich abgeschlossene Geschichte (Roland erzählt aus seiner Vergangenheit). Auf ein offenes Ende wie in Tot. hat der Verfasser diesmal verzichtet.
Bereits kurze Zeit später widmete King sich erneut Rolands Vergangenheit. Im Jahre 1998 veröffentlichte der New Yorker Verlag Tom Doherty Associations eine Sammlung von Kurzgeschichten und Erzählungen, Legends. Eine darin enthaltene Erzählung mit dem Titel The Dark Tower: The Little Sister of Eluria geht auf Ereignisse ein, die kurz vor dem Beginn der Handlung des ersten Bandes spielen. Auf Deutsch erschien Die kleinen Schwestern von Eluria 1999 in dem Sammelband Der 7. Schrein bei Heyne. Übersetzer war wie zuvor Joachim Körber.

### Wind
Im März 2011 angekündigt, erschien Anfang 2012 ein achter, ergänzender Band. The Wind Through the Keyhole ist chronologisch zwischen Band 4 und 5 einzuordnen. Die deutsche Übersetzung mit dem Titel Wind erschien am 10. September 2012. Übersetzer ist wieder Wulf Bergner.

### Wolfsmond
Ein Unfall mit einem Kleinlaster am 19. Juni 1999 führte dazu, dass Stephen King die Arbeit an dem Zyklus eine Zeit lang unterbrechen musste. 2001 verriet er, der nächste Band solle The Dark Tower V: The Crawling Shadow (deutsche Übersetzung etwa: Der kriechende Schatten) heißen. Als der fünfte Band ein Jahr später im Scribner Verlag herauskam, hatte der Titel sich zu The Dark Tower V: Wolves of the Calla (zu Deutsch: Die Wölfe der Calla) geändert.
Für die deutsche Übersetzung Wolfsmond (Heyne 2003) war diesmal Wulf Bergner verantwortlich. Das führte zu Unzufriedenheit bei den deutschen Fans. Der neue Übersetzer gab gewohnte Phrasen anders wieder. Beispielsweise wurde aus „Die Welt hat sich weitergedreht“ „Die Welt hat sich weiterbewegt“.
2003 erschien zudem eine Überarbeitung des ersten Bandes Schwarz. Ihr Ziel war es, inhaltliche Widersprüche zu den späteren Bänden zu beseitigen. Neben stilistischen Anpassungen änderte oder ergänzte King einzelne Szenen im Hinblick auf das Ende der Saga. Aufmerksamen Lesern der neuen Fassung waren damit bereits deutliche Hinweise auf das Ende der Turm-Saga gegeben. Mit der deutschen Ausgabe gab der Heyne-Verlag eine durchgesehene Neuausgabe der Bände 1 bis 4 heraus. Sie vereinheitlichte die Übersetzung bestehender und neu aufkommender bekannter Wendungen sowie die Gestaltung des Einbandes.

### Susannah & Der Turm
In der Veröffentlichung von Susannah und Der Turm im Frühjahr und Dezember 2004 fand die Reihe ihren vorläufigen Abschluss. Auch diesmal veröffentlichte der Heyne Verlag die deutschen Übersetzungen von Wulf Bergner zeitnah zur amerikanischen Veröffentlichung. Der Originaltitel des sechsten Bandes lautete: The Dark Tower VI: Song of Susannah (zu Deutsch: Das Lied von Susannah). Der letzte Band der Saga hatte auf Englisch schlicht den Namen The Dark Tower VII. Beide Bände erschienen beim New Yorker Scribner Verlag.
Die Veröffentlichung des letzten Bandes führte dazu, dass die letzten vier Bände des Romanzyklus kurzzeitig auf den Bestsellerlisten erschienen. King beendet die Saga mit dem Satz, mit dem er sie dreißig Jahre zuvor eröffnet hatte: „Der Mann in Schwarz floh durch die Wüste, und der Revolvermann folgte ihm.“
Ursprünglich aufgrund von Stephen Kings erwähnter Rechercheschwierigkeiten entstanden die Konkordanzen von Robin Furth (siehe dazu den gesonderten Artikel Das Tor zu Stephen Kings Dunklem Turm I–IV).
Der Autor hat die Rechte für eine siebenteilige Der-Dunkle-Turm-Mini-Comic-Serie an den Marvel-Verlag vergeben. Die ersten von fünf Reihen wurde auf dem amerikanischen Buchmarkt zwischen Februar und Juli 2007 veröffentlicht. Als Autoren konnten Robin Furth und Peter David verpflichtet werden, die beide umfangreiche und von King legitimierte Nachschlagewerke über den Zyklus erstellt hatten. Die überraschende Zusammenarbeit mit Marvel findet ihre Ursprünge auch im Zyklus selbst. Die Roboter aus dem fünften Band Wolfsmond etwa ähneln in ihrer Beschreibung stark dem Marvel-Bösewicht Doctor Doom.

## Einflüsse
Stephen King wurde bei der Erschaffung der Saga um den Dunklen Turm maßgebend von dem Gedicht Childe Roland to the Dark Tower Came von Robert Browning inspiriert („Herr Roland kam zum finstern Turm“), welches sich wiederum unter anderem auf Edgar’s Song in Shakespeares Drama König Lear bezieht.
Inwieweit die Handlung des Dunklen Turms auf dieses sehr lange Gedicht Bezug nimmt, ist jedoch nicht ganz ersichtlich, da es sich dabei um ein komplexes, mit Metaphern bestücktes Werk handelt. Deutlich wird jedoch, dass King sich zumindest von der depressiven und verzweifelten Grundstimmung und der verwirrenden, symbolischen Vieldeutigkeit hat einfangen lassen. Diesen Bezug macht er auch mit einigen Zitaten daraus zu Beginn von Tot. und Glas deutlich. Im letzten Band der Saga um den dunklen Turm spielt King Susannah und Roland eine Abschrift des Gedichtes zu, das teilweise von Roland gedeutet wird; gleichfalls ist das Gedicht im Anhang vollständig abgedruckt.
Im Vorwort des vierten Bandes Glas nimmt Stephen King ebenfalls zu seiner Beeinflussung durch J. R. R. Tolkiens Epos Der Herr der Ringe Stellung: „J. R. R. Tolkiens ‚Der Herr der Ringe‘ war in jener Zeit wahnsinnig beliebt … Die Bücher um den Dunklen Turm – wie überhaupt die meisten Fantasy-Geschichten von Männern und Frauen meiner Generation – verdanken ihre Herkunft diesen Büchern Tolkiens.“
Auch der Bezug zum Western-Genre ist nicht zufällig gewählt, im Wesentlichen wurde der Roman von dem Western Zwei glorreiche Halunken des Regisseurs Sergio Leone beeinflusst. Auch weitere Filme des Western-Genres hatten maßgeblich Einfluss auf den Schriftsteller: „… wurde mir klar, dass ich einen eigenen Roman schreiben wollte, der zwar Tolkiens Gespür für abenteuerliches Suchen und Magie nachvollzog, aber vor Leones fast schon absurd majestätischem Westernhintergrund spielte.“ (aus Vorwort zu Glas). Indirekt hat Stephen King auch preisgegeben, wer für den Protagonisten Roland Deschain von Gilead Modell gestanden hat: Clint Eastwood, beispielsweise durch Hinweise auf den Western Zwei glorreiche Halunken. Eastwood selbst hat in drei Filmen des Regisseurs Leone den einsamen Helden verkörpert.
Weiteren wesentlichen Einfluss auf den Zyklus kann der Artus-Sage zugeschrieben werden, auf die King mehrfach zurückgreift und in seine Geschichte einflicht. Rolands Ahn und Urvater aller Revolvermänner (Ritter) im Land Gileads hat den Namen Arthur Eld. Das Metall seiner Revolver ist aus der Klinge des legendären Schwertes „Excalibur“ geschmiedet worden. Daher ist es Rolands Aufgabe, einen Teil des Schwertes am Fuße des legendären Mittelpunkts der Balken – des dunklen Turmes – niederzulegen.
Weitere Anleihen sind nicht schwer zu finden; so nimmt King ebenfalls im vierten Band Glas eindeutig auf Lyman Frank Baums Kinderbuch Der Zauberer von Oz Bezug (siehe auch die einzelnen Bände). Dem Lexikon über Stephen King zufolge brachte dem Autor gerade seine Vorliebe für diese Erzählung den von einem Kritiker verliehenen, fragwürdigen Titel Der Zauberer von Rotz ein.

Auch der Autounfall, den Stephen King während eines Spaziergangs im Sommer 1999 erlitten hatte, wurde in der Dark Tower-Saga thematisiert. Gerade dieser fast tödlich endende Unfall hatte King zum abschließenden Kraftakt, der endgültigen Vollendung des Zyklus um den Dunklen Turm, verholfen. Nach seiner Genesung hat sich King intensiv um die Vollendung des Epos gekümmert, was auch in der Geschichte deutlich dargestellt wird. Im Buch stellt King selbst eine existenzbegründende Rolle dar, von der der Weiterbestand der Balken und der Welt, so wie sie existiert, abhängig ist. Einer der Romanhelden neben Roland, Jake Chambers, rettet daher im 7. Buch King das Leben, wobei er selbst umkommt.
Auch Harry Potter und die von George Lucas für seine Weltraumsaga Star Wars ersonnenen Jedi-Ritter werden von King mehrfach zitiert, wie beispielsweise die Schnaatze Modell Harry Potter (im Original beim Quidditch verwendete Spielbälle, hier: von den Wölfen der Calla verwendete Waffen). Die von den Wölfen der Calla verwendeten Waffen ähneln den Lichtschwertern der Jedi.
Auf die Werke von Richard Adams wird ebenfalls verwiesen. Der Bärenroboter aus Tot trägt den Namen Shardik nach dem gleichnamigen Roman von Adams. Die Szene, in der einige Kaninchen gerade beim silflay sind, ist eine Hommage an Richards Adams bekanntestes Werk, Unten am Fluss.
Sprachliche Anleihen sind besonders im vierten Band Glas zu finden. Der Dialekt, den die Einwohner der Baronie Mejis sprechen, ist dem Pidginenglisch entlehnt, das King in dem Roman Das Grab des weißen Mannes von Richard Dooling kennenlernte.
Im letzten Band der Saga (Der Turm) zitiert King eingangs den Nine-Inch-Nails-Song Hurt, dessen Grundstimmung der Einsamkeit und des Verlassenseins sich vor allem auf den letzten Seiten des Buches wiederfindet.

Auch in Terry Pratchetts Werken sind Ähnlichkeiten zu finden, man denke an die mysteriöse Schildkröte. In den Scheibenwelt-Romanen (Discworld) als Sternen-Schildkröte Groß A’Tuin beschrieben, findet diese wiederum ihre Herkunft in der  indischen Mythologie. Ihren Namen im Dunklen-Turm-Zyklus – Maturin – entlehnte King nach eigenen Angaben dem Schiffsarzt Dr. Stephen Maturin aus Patrick O’Brians Master-and-Commander-Reihe.

## Verfilmung
Stephen King hat eine Option auf die Filmrechte zu Der dunkle Turm für symbolische 19 US-Dollar an Lost-Regisseur J. J. Abrams verkauft.
Mehrere Regisseure hatten zuvor Interesse bekundet, unter anderem Frank Darabont, der bereits The Green Mile verfilmt hatte.
King gegenüber MTV News: „Das ist nichts, das ich jedem überlassen würde. Ich habe bisher zu allen ‚Nein‘ gesagt, bis ich neulich, vor allem wegen Lost, dachte: ‚Ja, diese Burschen können das.‘“.
Im November 2009 wurde bekannt, dass Abrams nicht plant, selbst den Stoff umzusetzen. Als Hauptgründe nennt er die Langfristigkeit des Projekts sowie die Erwartungshaltung von außen.
Im September 2010 gab NBC Universal die finalen Planungen für Der Dunkle Turm bekannt. So sollte die Buchreihe in drei Kinofilmen umgesetzt und von einer begleitenden Fernsehserie unterstützt werden. Es sollte zuerst einen Kinofilm geben, gefolgt von einer Fernsehstaffel, an die der zweite Film anknüpfen sollte. Danach war eine zweite Staffel geplant, die wiederum zum dritten und letzten Film führen sollte. Für den ersten Film und die erste Staffel war Ron Howard als Regisseur geplant sowie Akiva Goldsman als Drehbuchautor und Produzent der Filme und der Serie.
Der erste Film sollte am 17. Mai 2013 in die Kinos kommen und Roland Deschain von Javier Bardem verkörpert werden. Über die weitere Besetzung wurde nichts bekannt. Am 7. Mai 2011 meldete Universal, dass die Produktion zunächst gestoppt wurde. Im Juli 2011 wurde das gesamte Projekt vom Produktionsstudio eingestellt, später jedoch wieder aufgenommen. Nachdem die Finanzierung seit 2012 von Media Rights Capital getragen werden sollte, wurde die Rolle des Roland Russell Crowe angeboten.
2015 übernahm Sony Pictures das Projekt, verpflichtete Nikolaj Arcel als Regisseur und legte den Kinostart von Der Dunkle Turm auf den 13. Januar 2017 fest. Im Februar 2016 wurde bekannt, dass Roland nun mit Idris Elba, der Mann in Schwarz mit Matthew McConaughey besetzt wurde und der Film primär in unserer Welt der Gegenwart spielen soll. Da gleichzeitig bekannt wurde, dass dieser erste Film nicht auf dem ersten Band Schwarz, sondern einem der späteren Bände beruhen soll, und Abbey Lee Kershaw in der Rolle der Tirana bestätigt wurde, erscheint es wahrscheinlich, dass es sich um eine Verfilmung des sechsten Bandes Susannah handeln wird, wozu auch die Angabe passt, dass der Film primär in unserer Welt in der Gegenwart spielen soll. Ebenfalls bestätigt, wenn auch noch in einer bislang ungenannten Rolle, wurde die Verpflichtung von Aaron Paul, der bereits 2012 den Wunsch geäußert hatte, in einer eventuellen Verfilmung die Rolle des Eddie Dean zu übernehmen, und von Tom Taylor als Jake Chambers.
Auch die begleitende Fernsehserie ist weiterhin fest eingeplant. MRC und Sony Pictures haben sich vertraglich verpflichtet, nicht nur eine Pilotfolge, sondern eine volle Staffel von 10 bis 13 Folgen zu finanzieren. Die Handlung der Serie wird hauptsächlich den vierten Roman der Reihe, Glas, adaptieren, hinzu kommt eine Rahmenhandlung basierend auf dem ersten Roman, Schwarz. Idris Elba und Tom Taylor werden dabei erneut ihre Filmrollen übernehmen, während die Figuren um Roland und seine damaligen Freunde der 20 Jahre früher spielenden Teile der Handlung von jüngeren Schauspielern gespielt werden. Der Regisseur des Films, Nikolaj Arcel, und Ko-Drehbuchautor Anders Thomas Jensen arbeiten am Drehbuch der Serie und werden als Executive Producer agieren, der Showrunner der Serie steht noch nicht fest. Der Beginn der Dreharbeiten ist für Anfang 2017 geplant, die Ausstrahlung soll 2018 möglichst zeitnah zur Ausstrahlung des Films im amerikanischen Kabelfernsehen und Streaming-Diensten erfolgen.

## Verknüpfung mit anderen Werken von Stephen King

### Verbundene Werke
Der Hintergrund von Der Dunkle Turm und die Handlung beschränken sich keinesfalls nur auf die acht Bände. Sei es, dass verschiedene Charaktere aus anderen Büchern unvermutet auftauchen, oder dass ganze Teile der Hintergrundgeschichte darin verpackt sind.
Nachfolgend sind die Werke Kings skizziert, die in direkter oder indirekter Verbindung zum Zyklus des Dunklen Turms stehen. Sie sind zum Verständnis des Zyklus nicht unbedingt notwendig, es ist aber eine Bereicherung dieses vielschichtigen Werkes, wenn man wenigstens ansatzweise damit vertraut ist, in welchen Zusammenhängen viele Personen und Motive bei King noch auftauchen.

### Nebenschauplätze
Werke von King, die Nebenhandlungen des Dunkler-Turm-Zyklus beherbergen:
- The Stand – Das letzte Gefecht
  - Roland und sein Ka-Tet finden sich im vierten Band Glas in einem Topeka/Kansas wieder, in welchem offensichtlich die Seuche Captain Trips aus The Stand gewütet hat. Eine Zeitung berichtet darüber und die Stadt ist nur von den Opfern der Krankheit bevölkert.
  - In Glas findet Jake einen Zettel an einem parkenden Wohnmobil. Hier findet sich die Notiz „Die alte Frau aus den Träumen ist in Nebraska. Ihr Name ist Abagail“.
  - Randall Flagg ist die alte Nemesis des Revolvermannes Roland Deschain

- Die Augen des Drachen
  - Ähnlichkeiten mit dem dunklen Turm sind leicht zu finden: Der Protagonist ist König Roland von Delain. Wie im Buch The Stand trifft der Leser auf die Person des Flagg. Es handelt sich bei dem Königreich Delain vermutlich um ein Paralleluniversum zum dunklen Turm, in dem sich die Welt nicht „weitergedreht“ hat. Besonders klar ist der Verweis in „Susannah“  in der Unterhaltung zwischen Roland und Calvin Tower, als Roland diesem Fragen beantwortet, unter anderem die nach Rolands Großvater Alaric, der auszog, um einen Drachen zu töten – aber zu spät kam, da der Drache schon von einem anderen König getötet worden war, „einem, der später ermordet wurde.“
  - Auch die Figuren Thomas und Dennis haben einen kurzen Auftritt im zweiten Teil der Saga: Roland erinnert sich daran, wie er die beiden gesehen hat, die einen Dämon mit Namen „Randall Flagg“ verfolgten.
- Insomnia – Schlaflos
  - Der junge Zeichner Patrick Danville, der auch im letzten Buch des Dunklen Turms vorkommt, zeichnet ein Bild von einem Cowboy und erklärt hierzu: „Das ist Roland, der ist auch ein König“; Danville wird schließlich maßgebenden Erfolg an der Erstürmung des Turms durch Roland haben.
  - Zitat aus dem Buch: „Und in einer Wüste, die der Inbegriff aller Wüsten zu sein scheint, dreht sich ein Mann namens Roland unter fremden Sternen ruhelos im Schlaf um.“
  - Darüber hinaus kommt der Scharlachrote König als das Böse im Buch vor.
- Atlantis (Niedere Männer in gelben Mänteln)
  - Einer der Brecher (Ted Brautigan) ist aus Donnerschlag geflohen und versteckt sich vor den niederen Männern. Die Jugendgeschichte handelt von Bobby Garfield, einem kleinen Jungen, der sich mit dem neuen Nachbarn (Brautigan) anfreundet. Die im letzten Band des Turmzyklus erwähnte Fähigkeit Brautigans, seine Gabe an andere weiterzugeben, spielt eine wichtige Rolle. Als Brautigan von den niederen Männern abgeholt wird, muss sich Bobby entscheiden, ob er mit Ted nach Donnerschlag kommen will.
- Brennen muss Salem
  - Pater Callahan verlässt nach dem Angriff des Vampirs Barlow die Kleinstadt Jerusalem’s Lot, taucht im fünften Band Wolfsmond wieder auf und erklärt Roland, wie er den Weg nach Mittwelt und in die Calla Bryn Sturgis fand.
  - Auch Kurt Barlow – der ärgste Widersacher Callahans – findet sich in den letzten drei Teilen der Turm-Saga wieder. Aus den Händen der Vampire und der Niederen Männer müssen Jake, Oy und Callahan die verschleppte Susannah retten.

### Bezüge zum Zyklus
Werke von King, die keine Nebenhandlungen beinhalten, jedoch zumindest lose mit dem Zyklus in Verbindung stehen:
- Duddits
  - An einer Stelle fragt Mr. Gray Jonsey, welche Bedeutung die Zahl 19 habe, welche im Dunkler-Turm-Zyklus eine wichtige Rolle hat.
- Der Talisman (in Zusammenarbeit mit Peter Straub)
  - Die Möglichkeit, in andere Welten zu wechseln (Flippen oder auch Flitzen in Der Talisman), gibt es auch im Turm-Zyklus. Auch ähnelt die Region sehr der Welt von Roland Deschain und seinem Ka-Tet.
  - Ein weiterer Punkt: Als Jack Sawyer die Prinzessin der Region besucht, wird ihm beschrieben, dass es Ärztinnen gibt, die ihre Patienten nicht heilen. Ein sehr deutlicher Verweis auf die Kurzgeschichte Die kleinen Schwestern von Eluria, welche auch im Turm-Zyklus ihren Platz hat.
- Das schwarze Haus (in Zusammenarbeit mit Peter Straub)
  - In Das schwarze Haus sind sehr viele Ähnlichkeiten mit Rolands Geschichte. Hier wird auf Jacks Ka verwiesen und ebenfalls ein Palaver in einem Dämonenkreis gehalten. Der Scharlachrote König symbolisiert hier ebenfalls das Böse der Geschichte. Dieser will mit der Hilfe der Brecher die Balken zerstören und somit den Turm zum Einsturz bringen. Bei einem Palaver zwischen Jack und Parkus, einem Beschützer der Territorien, wird auf den letzten Revolvermann Roland und seine Kaste verwiesen. Es wird gesagt, dass er es geschafft hat, drei weitere Revolvermänner auszubilden. Unter ihnen ist auch eine Frau.
- Der Buick
  - Der Wagen, der plötzlich vor der Tankstelle in Pennsylvania auftaucht, wurde von einem der niederen Männer gefahren: ein Verweis auf die Novelle Niedere Männer in Gelben Mänteln in der Sammlung Atlantis, aber auch auf die letzten Teile der Turm-Reihe.
- Regulator (als Richard Bachman)
  - Der Dämon TAK kommt aus einer Parallelwelt, in welcher Wentworth, Ohio liegt – der Schauplatz von Bachmans Roman. Außerdem spricht er, wie die kleinen Schwestern von Eluria (siehe Kurzgeschichte Die kleinen Schwestern von Eluria), in der Sprache der Ungeformten, der Sprache der Toten.
- Desperation
  - Auch hier wütet TAK und spricht – ebenso wie in Regulator in der Sprache der Toten.
- Es
  - Wesentliche Übereinstimmungen finden sich hinsichtlich der Schildkröte, der eine entscheidende Rolle in den Bänden 6 und 7 zugeschrieben werden kann; insbesondere dem Erfolg von Jake bei der Erstürmung des Dixie Pig. In den wenigen Teilen im Roman Es, in dem die Geschichte aus der Sicht von „Es“ erzählt wird, wird oft erwähnt, dass „Es“ vor Milliarden von Jahren in einem Makroversum lebte, zusammen mit einer Schildkröte, die eines Tages das Universum ausgespuckt hat.
  - Außerdem wird auch hier als Urform des Bösen die Spinne verwendet. Sowohl „Es“ als auch Mordred, der böse Nachkomme Rolands, erscheinen in dieser Gestalt.
  - Weiterhin erscheint im 7. Band des Zyklus ein Roboter namens „Stotter Bill“. Eine Person gleichen Namens gehört zu den sieben Hauptcharakteren in Es.
  - Des Weiteren vergessen die Hauptpersonen am Ende von „Es“ das Geschehene, was auch bei Susannah angedeutet wird
  - Als gestaltwandelndes Wesen, das in seiner Urform als insektenartiges oder spinnenähnliches Monster erscheint und sich von Angst, einer Emotion, ernährt, weist Es gleich mehrere Parallelen zu Dandelo auf, dem Susannah und Roland kurz vor Ende ihrer Reise begegnen.
- Das Bild – Rose Madder
  - Rose Madder erklärt der Hauptperson, dass es ihr Ka sei, hier zu sein.
  - Die Stadt Lud (siehe DT III – Tot) wird erwähnt, als eine der Protagonistinnen die Höhe ihres Alters deutlich macht.
- Das Monstrum – Tommyknockers
  - Der kleine Junge, der während des Zauberkunststücks seines Bruders (das dieser mit einer dieser verbesserten Maschinen bewirkt) zeitweilig verschwindet, taucht in Rolands Welt auf und träumt von ihm.
- Der Nebel (Verfilmung 2007)
  - Das von David Drayton zu Beginn des Filmes gezeichnete Bild zeigt Roland und weitere Motive: den Dunklen Turm im Hintergrund links von Roland und das Motiv der Rose rechts neben dem Revolvermann.
- Ur (2009)
  - In der Novelle trifft der Protagonist auf die Niederen Männer und erfährt etwas vom Dunklen Turm.
- Die Leiche (1982)
  - Einer der vier Hauptcharaktere trägt den Nachnamen „Chambers“.
- Puls (2006)
  - Am Ende der Phoner Apokalypse stehen die überlebenden Normies vor einem Kinderkarussell namens „Charlie Tschuff-Tschuff“, welches im Dunklen Turm ein Kinderbuch ist.
- Der Anschlag (2012)
  - Im fünften Band wird diskutiert, ob man das Attentat auf John F. Kennedy am 22. November 1963 durch ein mittels der Schwarzen Dreizehn erschaffenes Zeitportal verhindern könne. Im Roman Der Anschlag reist ein Mann durch ein Zeitportal in das Jahr 1958, um diesen Versuch zu wagen.
  - In einer Zeitlinie hört man ein gewitterloses Grollen vom Himmel, welches ähnlich beschrieben wird wie das Brechen der Balken. In dieser Zeitlinie sieht der Protagonist auch einen Takuro Spirit, eine Automarke, die in manchen Parallelwelten aus dem dunklen Turm bekannt ist.

## Trivia
- Die Power-Metal-Band Demons & Wizards schuf ihr zweites Album Touched By The Crimson King, aus dem Jahre 2005, inspiriert durch das Gesamtwerk des Dunklen Turms. Mehrere Lieder befassen sich inhaltlich mit Geschehnissen aus den Bänden der Saga.
- Weiterhin befasst sich die deutsche Power-Metal-Band Blind Guardian unter anderem in dem Lied Somewhere Far Beyond vom gleichnamigen Album mit den Geschehnissen um Roland aus den ersten drei Bänden der Saga. Ereignisse aus späteren Bänden werden insbesondere im Lied Carry the Blessed Home auf dem Album A Twist in the Myth behandelt.
- Schon 1969 veröffentlichte die britische Progressive-Rock-Gruppe King Crimson das Album In the Court of the Crimson King mit dem gleichnamigen Titelsong. Dieser erste „scharlachrote König“ der Popkultur war von seinem Schöpfer Peter Sinfield ebenfalls als durch und durch dämonische Figur gedacht, nämlich als Synonym für Beelzebub.
- Im Jahr 2005 veröffentlichte die deutsche Nachwuchs-Death-Metal-Band Squadron den Song Way of the Gunslinger auf einem Sampler der Rockunion Rheine. Der Song befasst sich mit der Jagd des Revolvermannes auf Randall Flagg. Zitate wie Aim with eye, shoot with the mind and kill with the heart stellen die Verbindungen in die düstere Mittwelt und den Lernprozess des Ka-tet dar.
- Die deutsche Thrash-Metal-Band Purify veröffentlichte auf ihrem zweiten Album  Sic Transit Gloria Mundi den Titel  Gunslinger, welcher sich mit Rolands Jagd nach dem Mann in Schwarz und seinem aufsteigenden Wahnsinn wegen Jakes Tod und  Nichttod befasst. Auch hier bildet das Credo der Revolvermänner den Refrain des Liedes. Zu diesem Song wurde ein Video produziert.
- Der Charakter Odetta Holmes ist teilweise von Odetta Holmes inspiriert.
- Die Symphonic-Metal-Band Nightwish nimmt in dem Lied 7 Days to the Wolves auf ihrem Album Dark Passion Play Bezug auf die Wölfe von Calla aus dem fünften Band der Reihe.

## Graphic Novel-Adaption
Nach den Romanen sollte eine in 30 Einzelbänden geplante Graphic-Novel-Umsetzung Der dunkle Turm (Originaltitel der ersten Reihe: The Gunslinger Born) entstehen, die nach 16 Bänden abgebrochen wurde:
| Band | Titel                                               | Jahr           | Verlag | ISBN                    |
| ---- | --------------------------------------------------- | -------------- | ------ | ----------------------- |
| 01   | Der dunkle Turm                                     | 2008           | Heyne  | ISBN 978-3-453-26578-3. |
| 02   | Der dunkle Turm – Der lange Heimweg                 | 2009           | Heyne  | ISBN 978-3-453-26579-0. |
| 03   | Der dunkle Turm – Verrat                            | 2010           | Heyne  | ISBN 978-3-453-26580-6. |
| 04   | Der dunkle Turm – Der Untergang Gileads             | 2011           | Heyne  | ISBN 978-3-453-26581-3. |
| 05   | Der dunkle Turm – Die Schlacht am Jericho Hill      | 2011           | Heyne  | ISBN 978-3-453-26582-0. |
| 06   | Der dunkle Turm – Die Reise beginnt                 | 2012           | Panini | ISBN 978-3-86201-296-1. |
| 07   | Der dunkle Turm – Die kleinen Schwestern von Eluria | 2012           | Panini | ISBN 978-3-86201-340-1. |
| 08   | Der dunkle Turm – Die Schlacht von Tull             | März 2013      | Panini | ISBN 978-3-86201-530-6. |
| 09   | Der dunkle Turm – Die Zwischenstation               | Oktober 2013   | Panini | ISBN 978-3-86201-642-6. |
| 10   | Der dunkle Turm – Der Mann in Schwarz               | März 2014      | Panini | ISBN 978-3-86201-797-3. |
| 11   | Der dunkle Turm – Last Shots                        | Oktober 2014   | Panini | ISBN 978-3-86201-798-0. |
| 12   | Der dunkle Turm – Drei – Der Gefangene              | September 2015 | Panini | ISBN 978-3-95798-209-4. |
| 13   | Der dunkle Turm – Drei – Das Kartenhaus             | März 2016      | Panini | ISBN 978-3-95798-718-1. |
| 14   | Der dunkle Turm – Drei – Die Herrin der Schatten    | August 2016    | Panini | ISBN 978-3-95798-929-1. |
| 15   | Der dunkle Turm – Drei – Bittere Medizin            | März 2017      | Panini | ISBN 978-3-7416-0280-1. |
| 16   | Der dunkle Turm – Drei – Der Seefahrer              | September 2017 | Panini | ISBN 978-3-7416-0320-4. |

## Sekundärliteratur und Quellen
- Marcel Feige: Stephen King Lexikon. Lexikon-Imprint-Verlag, Berlin 1999, ISBN 3-89602-228-8.
- Robin Furth: Das Tor zu Stephen Kings Dunklem Turm I–IV. Heyne, München 2004, ISBN 3-453-87555-9.
- Robin Furth: Das Tor zu Stephen Kings Dunklem Turm V–VII. Heyne, München 2008, ISBN 978-3-453-40016-0.
- Bev Vincent: The Road to the Dark Tower. Exploring Stephen King's Magnum Opus. New American Library, New York 2004, ISBN 0-451-21304-1.